# Euchomena madecassa
Euchomena madecassa är en bönsyrseart som beskrevs av Henri Saussure 1870. Euchomena madecassa ingår i släktet Euchomena och familjen Mantidae. Inga underarter finns listade i Catalogue of Life.